# Bonnie Timmermann
Pour les articles homonymes, voir Timmermann et Golub.
Bonnie Timmermann, née Bonnie J. Golub en décembre 1947 à Manhattan, est une directrice de casting américaine.
La cinéma américain lui doit notamment les découvertes de Sean Penn dans Ça chauffe au lycée Ridgemont (1982) et de Jennifer Grey dans Dirty Dancing (1987). Elle a également beaucoup collaboré sur les films réalisés par Michael Mann.

## Biographie
Fille d'un boxeur et d'une chanteuse lyrique, Bonnie Timmermann grandit à New York.

## Filmographie partielle
- 1979 : Uncommon Women... and Others
- 1982 : Ça chauffe au lycée Ridgemont
- 1983 : Un fauteuil pour deux
- 1983 : Hold-up en jupons
- 1983 : La Forteresse noire
- 1984 : CHUD
- 1984 : Amadeus
- 1984 : Deux Flics à Miami
- 1986 : Le Mal par le mal
- 1986 : Les Incorruptibles de Chicago (pilote)
- 1986 : Le Sixième Sens
- 1987 : Les vrais durs ne dansent pas
- 1987 : Jardins de pierre
- 1987 : Dirty Dancing
- 1987 : Le Flic de Beverly Hills 2
- 1987 : Light of Day
- 1987 : Ironweed, la Force d'un destin
- 1988 : Frantic
- 1988 : Midnight Run
- 1988 : Rien à perdre
- 1988 : Le Retour de Billy Wyatt
- 1988 : Tequila Sunrise
- 1988 : Duo à trois
- 1989 : Le Sang des héros
- 1989 : La Flûte de roseau
- 1989 : Johnny Belle Gueule
- 1990 : L'Éveil
- 1990 : Les Anges de la nuit
- 1991 : Les Indomptés
- 1991 : La Manière forte
- 1992 : Dragon, l'histoire de Bruce Lee
- 1992 : Medicine Man
- 1992 : Lunes de fiel
- 1992 : Le Dernier des Mohicans
- 1992 : Glengarry
- 1993 : Président d'un jour
- 1993 : L'Impasse
- 1993 : Nom de code : Nina
- 1993 : La Musique du hasard
- 1994 : Les Complices
- 1994 : Quiz Show
- 1994 : Romeo Is Bleeding
- 1995 : Heat
- 1995 : La Jeune Fille et la Mort
- 1996 : L'Effaceur
- 1996 : City of Crime
- 1997 : Drôles de pères
- 1997 : Escape
- 1997 : In the Gloaming (en)
- 1998 : Six jours, sept nuits
- 1998 : Armageddon
- 1999 : Révélations
- 2000 : Coyote Girls
- 2000 : Blue Moon (en)
- 2000 : Once in the Life
- 2001 : Chinese Coffee
- 2001 : Spy Game : Jeu d'espions
- 2001 : Pearl Harbor
- 2001 : American Rhapsody
- 2002 : La Chute du faucon noir
- 2002 : The Guys (en)
- 2003 : Wonderful Days
- 2003 : Les Maîtres du jeu
- 2004 : Man on Fire
- 2004 : Dreaming of Julia (en)
- 2005 : Slow Burn (en)
- 2006 : Bug
- 2006 : Fur : Un portrait imaginaire de Diane Arbus
- 2008 : Manipulation
- 2009 : The Broken
- 2009 : Public Enemies
- 2010 : La Conspiration
- 2013 : Small Apartments
- 2014 : I Origins
- 2015 : Hacker
- 2016 : Ballerina
- 2017 : Holy Lands
- 2019 : Remember Me
- 2019-2020 : I Know This Much Is True (saison 1)

## Documentaire
- 2022 : Bonnie, la reine des castings à Hollywood, réalisé par Simon Wallon, diffusé en 2025 sur Arte.